# Anna Barbara Knackrügge
Anna Barbara Knackrügge (geborene Teuber, verwitwete Hasse) war eine deutsche Lyrikerin aus dem 18. Jahrhundert.

## Leben
Anna Barbara Knackrügge lebte in Brandenburg an der Havel und war zweimal verheiratet. Nachdem ihr erster Ehemann Georg Hasse, Senator in Neuruppin, verstarb, heiratete Knackrügge in zweiter Ehe vermutlich im Jahr 1735 Joachim Knackrügge. Dieser war Mitglied im Preußischen Rat sowie Direktor in Brandenburg an der Havel. Auch dieser verstarb, was die Lyrikerin zur zweifachen Witwe machte. Sowohl das Todesdatum von Anna Barbara Knackrügge wie weitere biografische Angaben zu ihrem Leben sind nicht bekannt.

## Werk
Anna Barbara Knackrügge wurde für ihre Gedichte durchaus gelobt. So bezeichnete der Dichter Heinrich Richard Märtens die Reime von Knackrügge als musterhaft. Knackrügge verfasste, wie der Titel ihres einzigen Werks Vermischte Gedichte erahnen lässt, unterschiedliche Texte zu verschiedenen Themen. Ihre Gedichte behandeln gesellschaftliche Themen wie die Bildung für die Frau genauso wie den christlichen Glauben. Sie sprach sich klar für die Bildung von Frauen aus. Texte zu schreiben und Gedichte zu verfassen sei möglich, auch wenn man den damaligen zeitgenössischen weiblichen Verpflichtungen nachkomme, wie folgende Zeilen belegen:
„Die Arbeit lag deswegen nicht, mein Spinnrad liess mich dennoch schreiben. Das Lesepult stand im Gesicht: Die Lincke [Hand] muss am Faden bleiben: Die Tafel auf dem Kny; und mit der rechten Hand Führt ich den Griffel fort wenn ich ein Versgen fand.“
Ebenfalls thematisiert Knackrügge unter anderem die beiden Schicksalsschläge, bei welchen ihre Ehemänner verstarben und sie zur zweifachen Witwe machten. Trost fand sie dabei in ihrem christlichen Glauben: „... Der Männer Tod bestürzte mich, doch kam von Gottes Vater Händen, so mancher Segen, Trost und Hülfe mir herab, dass ich dem Trauergeist erwünschten Urlaub gab.“
Weiter verfasste Knackrügge auch Hochzeits- wie Begräbnisgedichte und Grabschriften. Zudem schrieb sie zahlreiche Briefe und korrespondierte mit verschiedenen Personen. Die Personen sind in ihrem Werk jedoch anonymisiert.
Ihr christlicher Glaube wird in den Kapiteln „Einige Psalmen Davids“, „Die Klage-Lieder Jeremia“, „Sprüche der heiligen Schrift“ und „Gute Gedanken“ deutlich, in welchen sie in Gedichtform ihre Gedanken zu Gott und der christlichen Lehre abfasst. Der christliche Glaube verfügt im Werk von Knackrügge über eine wichtige Bedeutung und ist prägend für ihre Gedichte.